# Carl Pedersen (gymnast)
Carl Julius Pedersen (25. juli 1883 i Rø – 18. august 1971 på Frederiksberg) var en dansk gymnast som deltog i OL 1912 i Stockholm.
Pedersen vandt en bronzemedalje i gymnastik under OL 1912 i Stockholm. Han var med på det danske hold som kom på en tredjeplads i holdkonkurrencen for hold i frit system. Norge vandt konkurrencen.